# 斯利波里德河
斯利波里德河（烏克蘭語：Сліпорід），是烏克蘭中部的河流，屬於蘇拉河的右支流。該河發源自斯利波里德-伊萬尼夫卡以西，流經波爾塔瓦州，河道全長83公里，流域面積560平方公里。